# سیارک ۷۵۱۱
سیارک ۷۵۱۱ (به انگلیسی: 7511 Patcassen، نامگذاری:1981EX24) هفت هزار و پانصد و یازدهمین سیارک کشف شده‌است که در ۲ مارس ۱۹۸۱ کشف شد.
قدر مطلق سیارک برابر ۲۹.۵ است.